# Lirularia antoniae
Lirularia antoniae is een slakkensoort uit de familie van de Trochidae. De wetenschappelijke naam van de soort is voor het eerst geldig gepubliceerd in 1997 door Rubio & Rolán.